# 穆氏翼龍屬
穆氏翼龍（學名：Muzquizopteryx）是翼龍目的一屬，生存於白堊紀晚期的墨西哥科阿韋拉州。
在90年代，Múzquiz市的一個採石場工人發現一個翼龍類化石，化石被上司當作辦公室的牆壁裝飾。在2002年，墨西哥國立自治大學獲得這個化石，之後與德國的卡爾斯魯厄理工學院、海德堡大學共同研究化石，由德國大眾汽車出資贊助研究經費。在2004年，這個化石有初步科學研究。在2006年，這些化石被正式敘述、命名。模式種是科阿韋拉穆氏翼龍（M. coahuilensis），屬名意為「Múzquiz市的翼」；種名則是以科阿韋拉州為名。
正模標本（編號UNAM IGM 8621）是一個幾乎完整、天然狀態的骨骼，賴自於成年個體，手臂上附有軟組織，兩個前臂旁有化石化的肌腱。化石的地質年代為康尼亞克階。
在2012年，當地採石場工人發現第二個標本（編號MUDE CPC-494）。化石是一個右翼，來自於亞成年個體，體型被估計約是正模標本的81%。這個標本可能來自於較古老的土崙階。這個標本被標名為穆氏翼龍的未命名種（Muzquizopteryx sp.）。
穆氏翼龍的翼展為2公尺。在2006年時，是當時已知最小型的白堊紀晚期翼龍類。牠們的頭部延長，頭頂有短而圓的頭冠，往頭後方延伸。嘴部無齒。手臂粗壯，肱骨有大型三角嵴（Deltopectoral crest），顯示牠們有強壯的翼部肌肉。翅骨（Pteroid bone）長、朝向頸部，支撐者翼膜。
穆氏翼龍被分類於夜翼龍科，是目前已知體型最小、年代最早的夜翼龍科動物。